# Haris Škoro
Haris Škoro (Sarajevo, 2 settembre 1962) è un ex calciatore jugoslavo e bosniaco, di ruolo attaccante.

## Carriera

### Giocatore
Inizia a giocare nella formazione dilettante UNIS Vogošća mostrando talento precoce che lo porta nella NK Bosna Visoko per una stagione. Passa quindi al FK Željezničar, che lo vuole insistentemente, giocandovi oltre 100 partite. Fa parte della generazione talentuosa che porta la suddetta formazione alle semifinali della Coppa UEFA 1984-1985.
Nello stesso anno il ventiduenne Haris debutta nella nazionale jugoslava, in cui presenzierà in totale 15 volte segnandovi 4 gol e partecipando anche alle qualificazioni dei mondiali 1990, in cui viene notato il suo gol da 25 metri al portiere inglese Shilton sul campo di Wembley in una partita amichevole Inghilterra-Jugoslavia, dove era partito da centrocampo dribblando tre giocatori avversari.
Nel 1987 passa alla Dinamo Zagabria ma dopo solo un anno viene acquistato dal Torino, rimanendovi 3 stagioni, con uno score di 19 gol in 87 presenze. Detiene ancora oggi il gol più veloce mai segnato in un campionato italiano di Serie B, 9 secondi nella partita Torino-Ancona.
Nell'ottobre 1991 passa quindi al Zurigo, dove gioca fino al 1995 insieme ad alcuni noti giocatori del calcio italiano, Di Matteo, Sesa e Milton. Come ultimo passaggio calcistico semi-professionista lo vediamo al FC Baden. Dal 1996 al 1998 gioca nella squadra svizzera di C1 Freienbach nel Cantone Svitto dove termina la sua carriera.

### Dopo il ritiro
Tra il 1999 e il 2000 gioca alcune partite per amicizia nella squadra dilettantistica di quarta lega del Milan Club Zurigo. Oggi gioca nei veterani del AC Palermo nel campo sportivo Juchof 2 alle porte di Zurigo, dove insegna anche calcio ai giovani talenti.
Vive a Zurigo in Svizzera.

## Statistiche

### Cronologia presenze e reti in nazionale
| Cronologia completa delle presenze e delle reti in nazionale ― Jugoslavia | Cronologia completa delle presenze e delle reti in nazionale ― Jugoslavia | Cronologia completa delle presenze e delle reti in nazionale ― Jugoslavia | Cronologia completa delle presenze e delle reti in nazionale ― Jugoslavia | Cronologia completa delle presenze e delle reti in nazionale ― Jugoslavia | Cronologia completa delle presenze e delle reti in nazionale ― Jugoslavia | Cronologia completa delle presenze e delle reti in nazionale ― Jugoslavia | Cronologia completa delle presenze e delle reti in nazionale ― Jugoslavia |
| Data                                                                      | Città                                                                     | In casa                                                                   | Risultato                                                                 | Ospiti                                                                    | Competizione                                                              | Reti                                                                      | Note                                                                      |
| ------------------------------------------------------------------------- | ------------------------------------------------------------------------- | ------------------------------------------------------------------------- | ------------------------------------------------------------------------- | ------------------------------------------------------------------------- | ------------------------------------------------------------------------- | ------------------------------------------------------------------------- | ------------------------------------------------------------------------- |
| 28-9-1985                                                                 | Belgrado                                                                  | Jugoslavia                                                                | 1 – 2                                                                     | Germania Est                                                              | Qual. Mondiali 1986                                                       | 1                                                                         |                                                                           |
| 16-10-1985                                                                | Linz                                                                      | Austria                                                                   | 0 – 3                                                                     | Jugoslavia                                                                | Amichevole                                                                | -                                                                         |                                                                           |
| 16-11-1985                                                                | Parigi                                                                    | Francia                                                                   | 2 – 0                                                                     | Jugoslavia                                                                | Qual. Mondiali 1986                                                       | -                                                                         | 46’                                                                       |
| 30-4-1986                                                                 | Recife                                                                    | Brasile                                                                   | 4 – 2                                                                     | Jugoslavia                                                                | Amichevole                                                                | -                                                                         |                                                                           |
| 11-5-1986                                                                 | Bochum                                                                    | Germania Ovest                                                            | 1 – 1                                                                     | Jugoslavia                                                                | Amichevole                                                                | 1                                                                         |                                                                           |
| 19-5-1986                                                                 | Bruxelles                                                                 | Belgio                                                                    | 1 – 3                                                                     | Jugoslavia                                                                | Amichevole                                                                | 1                                                                         | 81’                                                                       |
| 29-10-1986                                                                | Spalato                                                                   | Jugoslavia                                                                | 4 – 0                                                                     | Turchia                                                                   | Amichevole                                                                | -                                                                         | 55’                                                                       |
| 12-11-1986                                                                | Londra                                                                    | Inghilterra                                                               | 2 – 0                                                                     | Jugoslavia                                                                | Qual. Euro 1988                                                           | -                                                                         | 73’                                                                       |
| 29-8-1987                                                                 | Belgrado                                                                  | Jugoslavia                                                                | 0 – 1                                                                     | Unione Sovietica                                                          | Amichevole                                                                | -                                                                         | 54’                                                                       |
| 16-12-1987                                                                | Smirne                                                                    | Turchia                                                                   | 2 – 3                                                                     | Jugoslavia                                                                | Qual. Euro 1988                                                           | -                                                                         | 77’                                                                       |
| 23-3-1988                                                                 | Swansea                                                                   | Galles                                                                    | 1 – 2                                                                     | Jugoslavia                                                                | Amichevole                                                                | -                                                                         | 74’                                                                       |
| 27-4-1988                                                                 | Dublino                                                                   | Irlanda                                                                   | 2 – 0                                                                     | Jugoslavia                                                                | Amichevole                                                                | -                                                                         |                                                                           |
| 4-6-1988                                                                  | Brema                                                                     | Germania Ovest                                                            | 1 – 1                                                                     | Jugoslavia                                                                | Amichevole                                                                | -                                                                         |                                                                           |
| 28-10-1989                                                                | Amarousio                                                                 | Cipro                                                                     | 1 – 2                                                                     | Jugoslavia                                                                | Qual. Mondiali 1990                                                       | -                                                                         |                                                                           |
| 13-12-1989                                                                | Londra                                                                    | Inghilterra                                                               | 2 – 1                                                                     | Jugoslavia                                                                | Amichevole                                                                | 1                                                                         |                                                                           |
| Totale                                                                    |                                                                           | Presenze                                                                  | 15                                                                        |                                                                           | Reti                                                                      | 4                                                                         |                                                                           |

## Palmarès

### Club
- Campionato italiano di Serie B: 1

Torino: 1989-1990